# Primera Tinença d'Alcaldia de València
La Primera Tinença d'Alcaldia de València és la segona autoritat del consistori municipal després de l'Alcaldia de València. Com a segona autoritat del Consell Municipal de València i d'acord amb la "Llei Orgànica 5/1985", de 19 de juny, del "Règim Electoral General" (actualment en vigor), la Primera Tinença d'Alcaldia és nomenada mitjançant un decret d'Alcaldia i substitueix a aquesta en cas d'ausència, malaltia o decés. A vegades també s'empra el nom de "Vicealcaldia" per referir-se al meteix càrrec, com en el cas de n'Alfonso Grau Alonso.
Fins a l'actualitat i des de les primeres eleccions municipals democràtiques de 1979, la Ciutat de València ha tingut onze Primeres Tinences d'Alcaldia. Des de l'any 2023, l'actual Primera Tinenta d'Alcaldia és na María José Ferrer San Segundo pertanyent al Partit Popular de la Comunitat Valenciana (PP).
El tracte protocol·lari per a la Primera Tinença d'Alcaldia de València és d'Il·lustríssim/a Senyor/a per la qual cosa, l'actual Primera Tinenta d'Alcaldia seria l'Il·lustríssima Senyora Na María José Ferrer San Segundo.

## Llista de primeres tinences d'alcaldia
| Nom                                     | Nom                               | Retrat | Inici de mandat        | Fi de mandat                              | Partit                                    | Alcalde                                                               |
| --------------------------------------- | --------------------------------- | ------ | ---------------------- | ----------------------------------------- | ----------------------------------------- | --------------------------------------------------------------------- |
|                                         | José Núñez Moreno                 |        | 12 d'abril de 1939     | 14 de novembre de 1939 (0 anys, 216 dies) | Movimiento Nacional                       | Joaquín Manglano Cucaló de Montull                                    |
|                                         | José Duato Chapa                  |        | 14 de novembre de 1939 | 1941 (2 anys, 16 dies)                    | Movimiento Nacional                       | Joaquín Manglano Cucaló de Montull                                    |
|                                         | Jesús García Martínez             |        | 1941                   | 24 de maig de 1943 (1 any, 175 dies)      | Movimiento Nacional                       | Joaquín Manglano Cucaló de Montull                                    |
|                                         | Tomás Trénor Azcárraga            |        | 24 de maig de 1943     | juliol de 1946 (3 anys, 37 dies)          | Movimiento Nacional                       | Juan Antonio Gómez Trénor                                             |
|                                         | Enrique Mariner Gurrea            |        | juliol de 1946         | 1948 (1 any, 153 dies)                    | Movimiento Nacional                       | Juan Antonio Gómez Trénor José Manglano Selva                         |
|                                         | Pedro Ribera Sala                 |        | 21 de novembre de 1954 | 1961 (6 anys, 9 dies)                     | Movimiento Nacional                       | Baltasar Rull Villar Tomás Trénor Azcárraga Adolfo Rincón de Arellano |
|                                         | Salvador Pascual Gimeno           |        | 1961                   | 1964 (3 anys, 0 dies)                     | Movimiento Nacional                       | Adolfo Rincón de Arellano                                             |
|                                         | José Fuenmayor Champín            |        | 1964                   | 1967 (3 anys, 0 dies)                     | Movimiento Nacional                       | Adolfo Rincón de Arellano                                             |
|                                         | Fernando García-Berlanga Martí    |        | 1970                   | 1973 (3 anys, 0 dies)                     | Movimiento Nacional                       | Vicente López Rosat                                                   |
|                                         | Antonio Soto Bisquert             |        | 1973                   | 19 d'abril de 1979 (6 anys, 140 dies)     | Movimiento Nacional                       | Miquel Ramon Izquierdo                                                |
| Règim constitucional democràtic de 1978 |                                   |        |                        |                                           |                                           |                                                                       |
|                                         | Juan Pedro Zamora Suárez          |        | 19 d'abril de 1979     | 28 de maig de 1983 (4 anys, 39 dies)      | Partit Comunista del País Valencià        | Ferran Martínez Castellano                                            |
|                                         | Juan Antonio Lloret Llorens       |        | 28 de maig de 1983     | 1986? (2 anys, 186 dies)                  | Partit Socialista del País Valencià-PSOE  | Ricard Pérez Casado                                                   |
|                                         | Fernando Puente Roig              |        | 1986?                  | 30 de desembre de 1988 (2 anys, 396 dies) | Partit Socialista del País Valencià-PSOE  | Ricard Pérez Casado                                                   |
|                                         | Joan Ballester Pérez              |        | 30 de desembre de 1988 | 15 de juny de 1991 (2 anys, 167 dies)     | Partit Socialista del País Valencià-PSOE  | Clementina Ródenas i Villena                                          |
|                                         | Vicent González i Lizondo         |        | 15 de juny de 1991     | 18 de desembre de 1992 (1 any, 186 dies)  | Unió Valenciana                           | Rita Barberà i Nolla                                                  |
|                                         | Társilo Piles i Guaita            |        | 18 de desembre de 1992 | 17 de juny de 1995 (2 anys, 181 dies)     | Unió Valenciana                           | Rita Barberà i Nolla                                                  |
|                                         | Francesc Camps                    |        | 17 de juny de 1995     | 13 de març de 1996 (0 anys, 270 dies)     | Partit Popular de la Comunitat Valenciana | Rita Barberà i Nolla                                                  |
|                                         | Alfonso Grau Alonso Vicealcalde   |        | 13 de març de 1996     | 16 de març de 2015 (19 anys, 3 dies)      | Partit Popular de la Comunitat Valenciana | Rita Barberà i Nolla                                                  |
|                                         | Alfonso Novo i Belenguer          |        | 16 de març de 2015     | 13 de juny de 2015 (0 anys, 89 dies)      | Partit Popular de la Comunitat Valenciana | Rita Barberà i Nolla                                                  |
|                                         | Joan Calabuig Rull                |        | 13 de juny de 2015     | 4 d'agost de 2016 (1 any, 52 dies)        | Partit Socialista del País Valencià-PSOE  | Joan Ribó i Canut                                                     |
|                                         | Sandra Gómez López Co-Vicealcalde |        | 4 d'agost de 2016      | 17 de juny de 2023 (6 anys, 317 dies)     | Partit Socialista del País Valencià-PSOE  | Joan Ribó i Canut                                                     |
|                                         | María José Ferrer Sansegundo      |        | 19 de juny de 2023     | En el càrrec                              | Partit Popular de la Comunitat Valenciana | Maria José Català Verdet                                              |